# Wybór międzyokresowy
Wybór międzyokresowy (ang. intertemporal choice) – decyzja o wyborze wielkości konsumpcji w różnych okresach. Zależy ona od względnej wartości, jaką dana osoba przypisuje dwóm lub więcej wypłatom w różnych punktach w czasie. Zazwyczaj zakłada się, że ludzie wyżej cenią dobra, które mogą skonsumować szybciej, niż te, na które muszą czekać. Większość wyborów wymaga od decydentów znalezienia kompromisu pomiędzy kosztami a korzyściami w różnych okresach. Decyzje o charakterze wyboru międzyokresowego mogą dotyczyć m.in. oszczędzania, pracy, edukacji, odżywiania, aktywności fizycznej i wielu innych.

## Konsumpcja
Keynesowska funkcja konsumpcji opiera się na dwóch głównych założeniach: po pierwsze, krańcowa skłonność do konsumpcji przyjmuje wartości od 0 do 1; po drugie, przeciętna skłonność do konsumpcji spada wraz ze wzrostem dochodów. Wczesne badania empiryczne były zgodne z tymi założeniami, jednakże po II wojnie światowej zaobserwowano, że oszczędności nie rosły wraz ze wzrostem dochodów. Model Keynesowski nie potrafił wytłumaczyć tego zjawiska, dlatego ponownie zaczęły rozwijać się teorie związane z wyborem międzyokresowym.
Po raz pierwszy o wyborze międzyokresowym pisał John Rae w pracy The Sociological Theory of Capital (1834). Jego model został rozwinięty przez Eugena von Böhm-Bawerka w 1889 r. i Irvinga Fishera w 1930 r. Na wyborze międzyokresowym opierało się kilka modeli ekonomicznych powstałych po II wojnie światowej, w tym między innymi hipoteza cyklu życia zaproponowana przez Franco Modiglianiego oraz hipoteza dochodu permanentnego sformułowana przez Miltona Friedmana.

### Model konsumpcji międzyokresowej Fishera

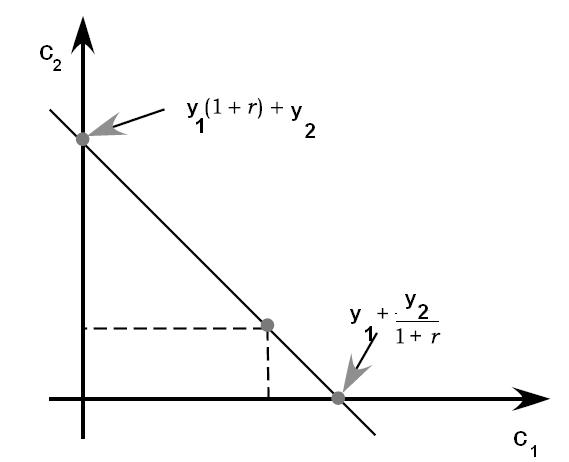
Międzyokresowe ograniczenie budżetowe związane z konsumpcją w okresach 1. i 2. (odpowiednio na osi x i osi y)

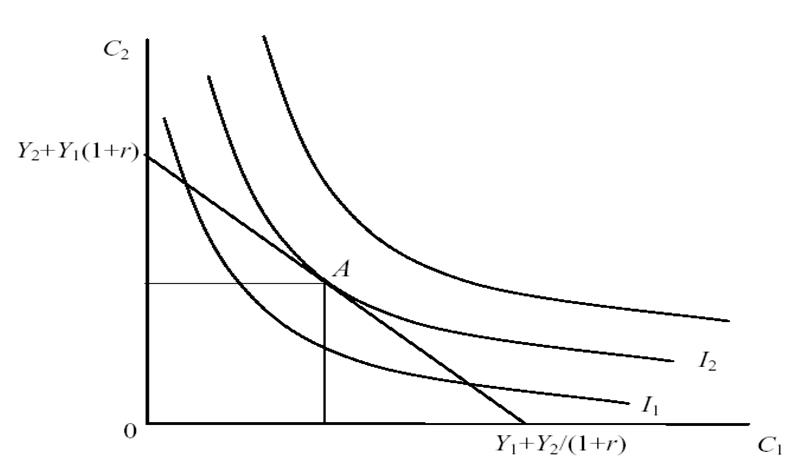
Wybór międzyokresowy konsumenta o danych preferencjach i ograniczeniu budżetowym.

Irving Fisher rozwinął teorię wyboru międzyokresowego w książce The Theory of Interest (1930). W przeciwieństwie do Keynesa, który powiązał konsumpcję z bieżącymi dochodami, model Fishera pokazał, jak racjonalni, myślący o przyszłości konsumenci wybierają wielkość konsumpcji w teraźniejszości i w przyszłości w taki sposób, aby zmaksymalizować całkowitą uzyskiwaną użyteczności w ciągu całego życia.
Przyjmijmy konsumpcję w każdym okresie jako towar złożony. Załóżmy, że istnieje jeden konsument, {\displaystyle N} towarów i dwa okresy. Preferencje konsumenta są okerślone przez {\displaystyle U(x_{1},x_{2})} gdzie {\displaystyle x_{t}=(x_{t1},\dots ,x_{tN}).} Dochód w okresie {\displaystyle t} to {\displaystyle Y_{t}.} Oszczędności w okresie 1. wynoszą {\displaystyle S_{1},} wydatki na konsumpcję w okresie {\displaystyle t} wynoszą {\displaystyle C_{t},} a {\displaystyle r} to stopa procentowa. Jeśli konsument nie jest w stanie pożyczyć w pierwszym okresie w zamian za przyszłe dochody, to podlega odrębnym ograniczeniom budżetowym w każdym okresie:
{\displaystyle C_{1}+S_{1}\leqslant Y_{1},}    (1)
{\displaystyle C_{2}\leqslant Y_{2}+S_{1}(1+r).}     (2)
Jeżeli jednak takie pożyczenie jest możliwe, wówczas konsument podlega jednemu międzyokresowemu ograniczeniu budżetowemu:
{\displaystyle C_{1}+{\frac {C_{2}}{1+r}}=Y_{1}+{\frac {Y_{2}}{1+r}}.}     (3)
Lewa strona równania pokazuje bieżącą wartość wydatków, zaś prawa strona przedstawia bieżącą wartość dochodów. Pomnożenie równania przez (1+r) dałoby odpowiednie przyszłe wartości.
Konsument musi wybrać taką wielkość {\displaystyle C_{1}} i {\displaystyle C_{2}} aby
Zmaksymalizować
{\displaystyle U(C_{1},C_{2})}
pod warunkiem
{\displaystyle C_{1}+C_{2}/(1+r)=Y_{1}+Y_{2}/(1+r).}

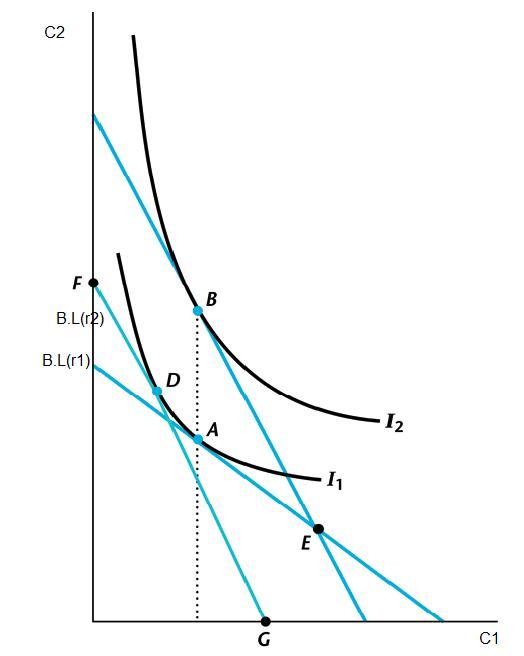
Jeśli konsument oszczędza netto, wzrost stopy procentowej będzie miał niejednoznaczny wpływ na bieżącą konsumpcję.

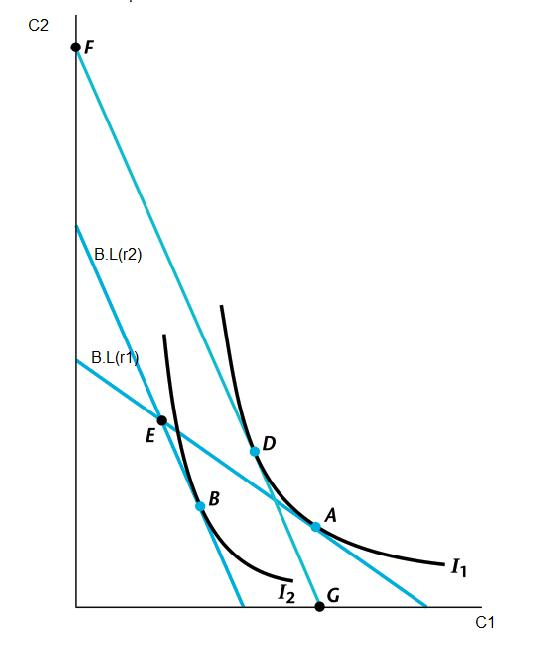
Jeśli konsument jest pożyczkobiorcą netto, wzrost stopy procentowej zmniejszy jego bieżącą konsumpcję.

Konsument może oszczędzać netto lub pożyczać netto. Jeśli początkowo jest na poziomie konsumpcji, w którym ani nie pożycza, ani nie oszczędza netto, wzrost dochodu może skłonić go do jednego lub drugiego, w zależności od jego preferencji. Wzrost dochodów bieżących lub dochodów przyszłych zwiększy bieżącą i przyszłą konsumpcję (motywy wygładzania konsumpcji).
W scenariuszu, w którym stopy procentowe są podwyższane, jeśli konsument oszczędza netto, zaoszczędzi więcej w bieżącym okresie dzięki efektowi substytucyjnemu i zużyje więcej w bieżącym okresie ze względu na efekt dochodowy. Efekt netto staje się zatem niejednoznaczny. Jeśli jednak konsument jest pożyczkobiorcą netto, będzie konsumował mniej w bieżącym okresie ze względu na efekt substytucji i efekt dochodu, zmniejszając tym samym jego łączną konsumpcję bieżącą.

### Hipoteza cyklu życia Modiglianiego
Hipoteza cyklu życia opiera się na następującym modelu:
{\displaystyle \max U_{t}=\sum _{t}U(C_{t})(1+\delta )^{-t}}
pod warunkiem
{\displaystyle \sum _{t}C_{t}(1+r)^{-t}=\sum _{t}Y_{t}(1+r)^{-t}+W_{0},}
gdzie:
U(Ct) oznacza satysfakcję otrzymaną z konsumpcji w okresie t,
Ct to poziom konsumpcji w okresie t,
Yt oznacza dochód w okresie t,
δ jest wskaźnikiem preferencji czasowej (miarą indywidualnych preferencji między obecną a przyszłą aktywnością); zwane także stopą dyskonta,
W0 jest początkowym poziomem aktywów generujących dochód.

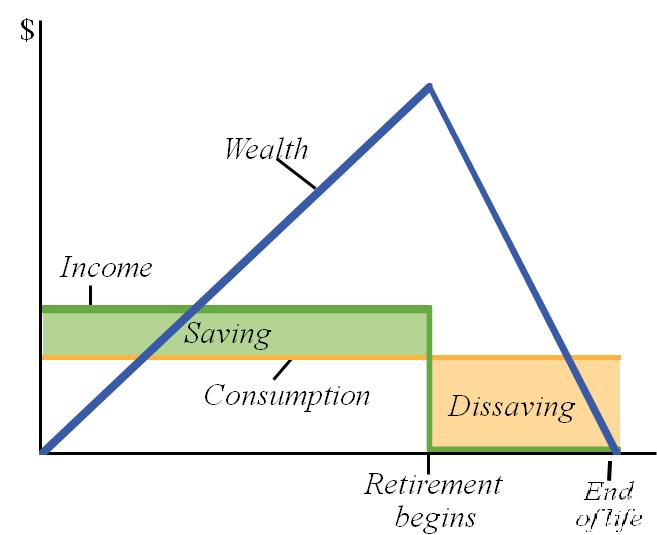
Hipoteza cyklu życia

Zazwyczaj krańcowa skłonność do konsumpcji danej osoby jest stosunkowo wysoka w okresie wczesnej dorosłości, maleje w wieku średnim i rośnie niedługo przed lub tuż po przejściu na emeryturę. Hipoteza cyklu życia opisuje indywidualne zachowania związane z wydawaniem i oszczędzaniem jako próby wygładzenia poziomu konsumpcji w ciągu życia, do pewnego stopnia niezależnego od bieżącego dochodu. Zgodnie z tym modelem na początku życia wydatki konsumpcyjne mogą znacznie przekraczać dochód, ponieważ jednostka może dokonywać dużych zakupów związanych np. z zakupem nowego domu, założeniem rodziny i rozpoczęciem kariery zawodowej. Na tym etapie życia jednostka pożycza od przyszłości, aby zaspokoić bieżące potrzeby. W wieku średnim dochody i wydatki zaczynają się wyrównywać. Na tym etapie jednostka spłaca wszelkie zaciągnięte pożyczki i zaczyna oszczędzać na emeryturę. Po przejściu na emeryturę wydatki konsumpcyjne zaczynają spadać, podczas gdy dochody zwykle gwałtownie spadają. Na tym etapie jednostka żyje z poczynionych w przeszłości oszczędności aż do śmierci.

### Hipoteza dochodu permanentnego Friedmana
Po II wojnie światowej zauważono, że model, w którym bieżąca konsumpcja była funkcją tylko bieżących dochodów, był zdecydowanie zbyt uproszczony. Nie potrafił on wyjaśnić obserwacji, zgodnie z którymi przeciętna skłonność do konsumpcji w długim okresie wydawała się w przybliżeniu stała, mimo że krańcowa skłonność do konsumpcji była znacznie niższa. Hipoteza dochodu permanentnego wysunięta przez Miltona Friedmana jest jednym z modeli, który stara się wyjaśnić tę pozorną sprzeczność. Zgodnie z hipotezą dochodu permanentnego, stała konsumpcja, CP, jest proporcjonalna do stałego dochodu, YP. Dochód stały jest subiektywnym pojęciem prawdopodobnego średniego przyszłego dochodu. Stała konsumpcja jest podobnym pojęciem konsumpcji. Bieżąca konsumpcja, C, i bieżący dochód, Y, składają się z tych stałych składników oraz nieoczekiwanych składników przejściowych, odpowiednio, CT and YT, odpowiednio:
CPt =β2YPt
Ct = CPt + CTt
Yt = YPt + YTt

## Podaż pracy
Wybór jednostki co do ilości pracy dostarczanej w jednym okresie wiąże się z kompromisem między aktualnym czasem pracy a czasem wolnym. Ilość dostarczanej pracy wpływa nie tylko na bieżące możliwości konsumpcyjne, ale również na przyszłe. Ponadto ma duże znaczenie w kontekście decyzji o czasie przejścia na emeryturę, którą można rozumieć jako zaprzestanie dostarczania pracy. Zatem wybór bieżącej podaży pracy można traktować jak wybór międzyokresowy.